# Campeonato Piauiense de Futebol de 1967
O Campeonato Piauiense de Futebol de 1967 foi o 27º campeonato de futebol do Piauí. A competição foi organizada pela Federação Piauiense de Desportos e o campeão foi o Piauí.

## Premiação
| Campeonato Piauiense de Futebol de 1967 |
| --------------------------------------- |
| PIAUÍ Bicampeão (2º título)             |